# Barbero

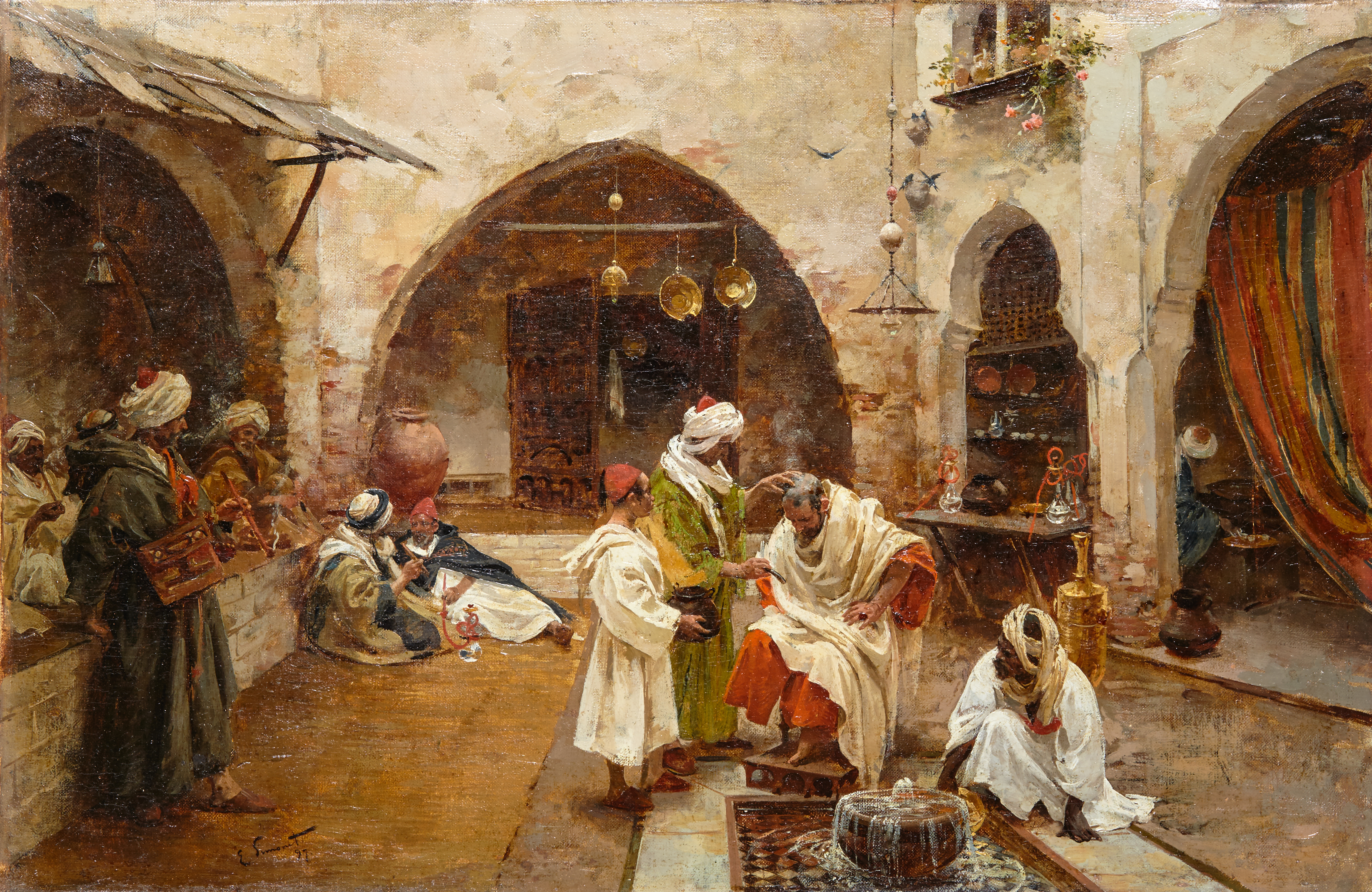
El barbero del zoco (1897) de Enrique Simonet

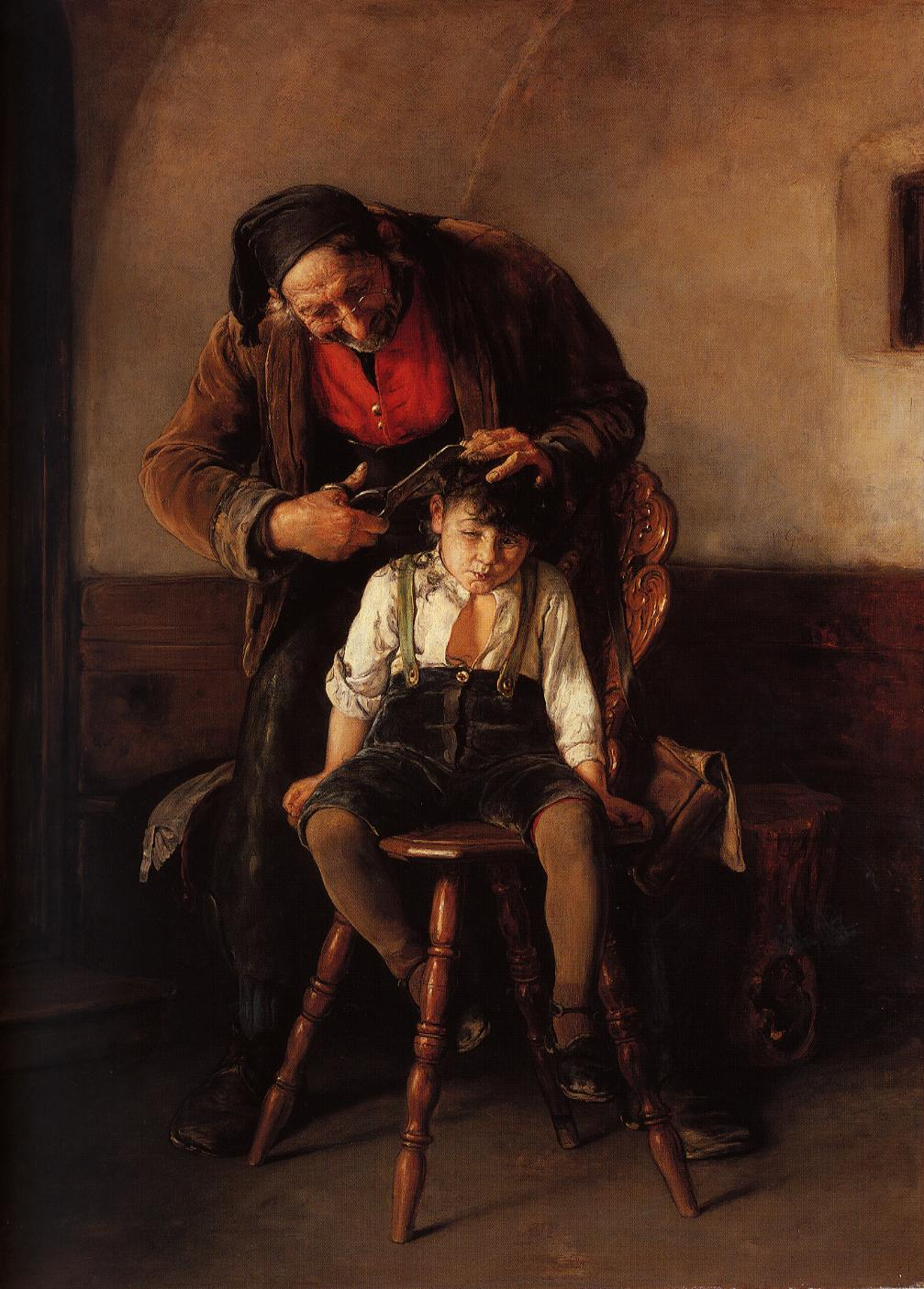
El barbero (1880) de Nikolaos Gyzis

Barbero es la persona cuya ocupación es afeitar o arreglar la barba y cortar y acondicionar el cabello masculino. Su lugar de trabajo se  conoce como «barbería» o «casa del barbero». Las barberías eran también lugares de interacción social y discurso público. En algunos casos, las barberías eran también foros públicos. Eran lugares de debates abiertos, servían para expresar la preocupación pública y la participación de los ciudadanos en los debates sobre temas de actualidad. También influyeron en ayudar a formar la identidad masculina.
Otras funciones accesorias que desempeñan los barberos son las de mantener el lugar de trabajo limpio barriendo los cabellos del anterior cliente, mantener en buen uso las herramientas y, eventualmente, vender champús, tintes, pomadas y otros productos destinados al mantenimiento y embellecimiento del cabello.

## El oficio en la antigüedad

### Grecia y Roma
En efecto, en Grecia como en Roma, los hombres satisfacían allí los minuciosos pormenores del tocador hacia los cuales no poseían todo lo necesario. Era menester ser rico para tener a su servicio algún hábil esclavo con navajas, peines y espejos y con los demás atributos de un barbero. De esta penuria resultaba la obligación de una visita matinal a esta oficina llena de una multitud, a cada instante renovada.
Los barberos tenían tres ocupaciones principales: 
1. Cortaban los cabellos, demostrando su habilidad en dejarlos iguales primero, y después en seguir la moda establecida o inventar otras nuevas; para esta operación se servían, no de tijeras, sino de navajas de diferentes tamaños y más o menos cortantes. Accesoriamente arrancaban los cabellos grises que aparecían sembrados sobre las cabezas de los jóvenes o tenían, por medio de recetas tan variadas como sabias, las cabelleras que en la precedente operación no habían satisfecho.
2. La segunda ocupación de los barberos consistía en afeitar la cara y enjugaban la barba con una especie de servilleta de una tela felpuda, que ponían sobre los hombros de los pacientes y que tenía un tejido desconocido en nuestros días.
3. En fin, el tercer empleo de los barberos consistía en cortar las uñas de las manos lo que se verificaba con una especie de cuchillitos de una forma particular.

La antigüedad nos ha dejado un poemita de Fallías sobre el barbero Eugates, que contiene una enumeración cómica de todos los útiles necesarios a las funciones del barbero y a los cuidados de tocador.
Los barberos, llamados entonces esquiladores, fueron llevados de Sicilia a Roma por un tal P. Ticinio Menas, el año 451 de la fundación de la ciudad. La moda, desde mucho tiempo generalizada en Grecia de llevar los cabellos cortos y la barba rasa, se propagó rápidamente gracias con especialidad a Escipión, el segundo Africano, que se afeitaba todos los días. Los esquiladores comenzaron por ejercer su industria al aire libre, pero más tarde este uso subsistió solamente para la plebe y los esclavos y las tiendas de los barberos anunciadas por una presentación de navajas, de cuchillitos y de espejos llegaron a ser puntos de reuniones para los ociosos y para los noticieros. Uno de los principales méritos del dueño del establecimiento era saber responder a todas las preguntas que se le dirigían y los barberos suministraban imitando a los autores y actores cómicos o satíricos, el tipo de la curiosidad y de la murmuración. Uno de estos artistas le preguntaba cómo quería que so le afeitase a un filósofo de carácter áspero, respondió estas breves palabras: quieren que se me afeite sin hablar. La historia de esta anécdota no dice si los grecostarios o carenos, desde los tronstianos más elegantes hasta la vía Suharana, donde los barberos de baja especie afeitaban las barbas de los plebeyos, el filósofo pudo encontrar un esquilador según le convenía.

### Edad Media

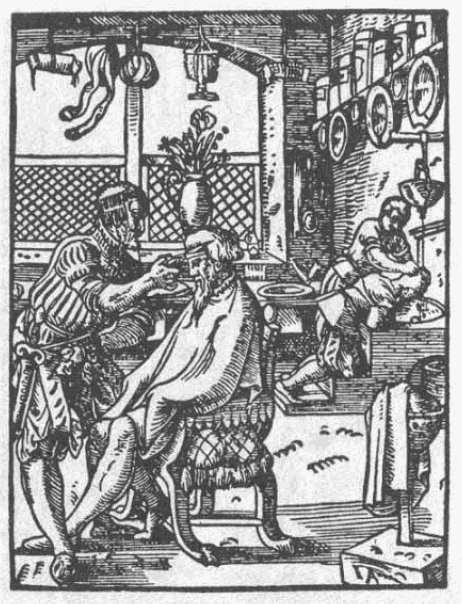
Barbero en el.

En la Edad Media, la profesión de los barberos tomó una extensión más grande todavía pero saliendo de su especialidad. Los barberos autorizados por el menosprecio de los mires o médicos para las bajas operaciones quirúrgícas, invadieron cada vez más el dominio de la cirugía. Por eso los barberos de aquellos tiempos fueron desde muy temprano una importante corporación. Por esta época esta cofradía, viendo que sus antiguos estatutos habían caído en desuso y que habían perdido los títulos que los autorizaban, redactaron otros nuevos.
A pesar de las diferencias que existían entre los barberos y los cirujanos, éstos no ponían obstáculos, cuando un barbero destacaba sus conocimientos en cirugía, a recibirlos en su colegio y en dispensarles de la lengua latina en sus exámenes. Exigían solamente que dejase las bacías y renunciase al oficio de barbero. Algunos autores citan los nombres de muchos barberos que entraron en los colegios de cirugía y se distinguieron por sus talentos y sus conocimientos prácticos.
Antiguamente, los barberos no se limitaban al tratamiento del cabello llegando a desempeñar otras funciones más propias de dentistas o médicos. En efecto, los que acudían a una barbería a partir del siglo XIII lo hacían también para sacarse una muela y para realizar operaciones sencillas de cirugía como sajar diviesos, vendar úlceras o realizar sangrías. 
En aquella época, eliminar sangre del cuerpo se consideraba una solución para devolver la salud al paciente que recobraba el equilibrio. Para practicar la sangría los barberos sumergían el brazo del paciente en agua caliente y le hacían un torniquete. Entonces, buscaban entre las venas hinchadas la más propicia y extraían la sangre realizando una incisión en la misma.
Sin embargo, la ambición de los barberos se aumentaba con sus privilegios y no pudieron estar mucho tiempo satisfechos de lo que habían obtenido. Andando el tiempo los barberos fueron perdiendo en consideración pues a medida que los cirujanos la adquirían, iban justificando su superioridad por su saber y su talento y sus antiguos rivales descendieron al rango que convenía en una práctica ignorante y rutinaria.
Sus tiendas, frecuentadas por la clase media a quien el uso de tener las mejillas y la barba rasa atraía allí continuamente, debieron bastar a su ambición y se contentaron con la influencia que le valía las murmuraciones y la curiosidad. Si las grandes casas estuvieron algunas veces abiertas, si algunas llegaron a un cierto grado de celebridad y adquirieron una considerable fortuna, no fue ciertamente en calidad de barberos sino en la de peluqueros. Las extravagancias de la moda, y sobre todo del peinado adoptado por las mujeres, desde la invención de los polvos, abrieron a la imaginación de los artistas encargados de levantar estos edificios una inmensa carrera.

## En la actualidad

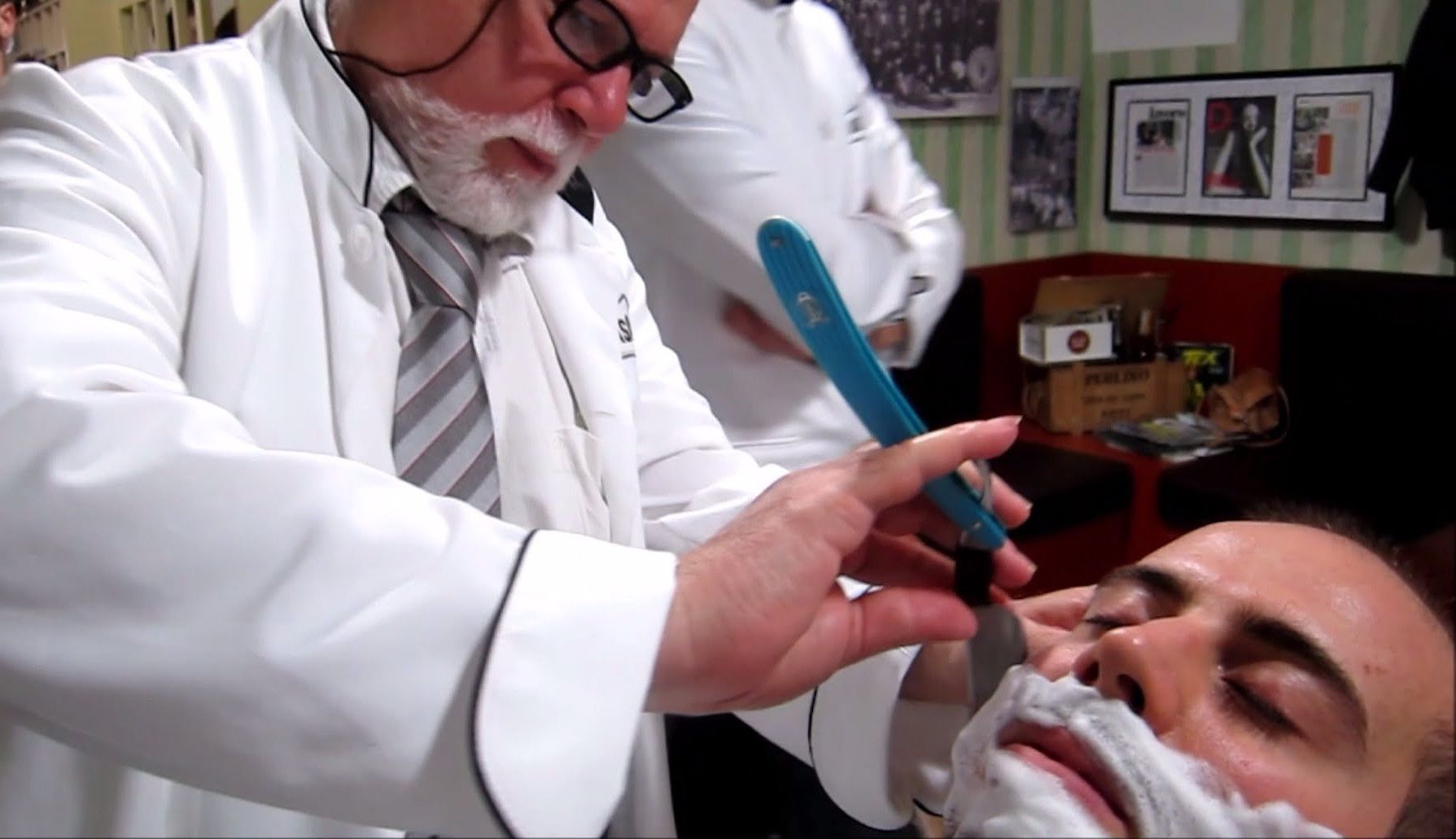
Barbero trabajando

La tienda del barbero ha sido reemplazada por la Barbería, lugar en donde se realiza el esculpído de cabello y barba y, por tanto materia de cabellos o barba debe ser un artista muy hábil. También se conoce hoy en día lugares llamados Salones de Peluquería pero estos no se especializan en el trabajo del barbero, estos desarrollan otras funciones, como ser: tintes, permanentes, pedicure, peinados, etc. lo cual ya corresponde a un ambiente diferente de la barbería. Aunque en la actualidad en base  de dar a los clientes un mejor servicio se ha ido adecuando tales funciones a la barbería por cuestiones de moda y/o preferencia de gustos. Incluso en otros locales se ha ido mejorando el servicio atendiendo a los clientes con bebidas con o sin alcohol.
El nombre barbería aplica mayormente a los destinados exclusivamente para caballeros. Por su parte, los locales exclusivos para damas se hacen llamar salón de belleza (los cuales pueden incluir manicura, pedicura, spa, estética y maquillaje) y peluquería unisex como lo indica su nombre tanto para damas como para caballeros.

## Insignia

Insignia de barbero

La insignia más comúnmente establecida de los barberos es un poste con bandas helicoidales rojas y blancas, a veces también con bandas azules. Su origen proviene de cuando los barberos eran también cirujanos, en la Edad Media. Tras atender a sus clientes, solían colgar las vendas manchadas de sangre a secar en unos postes, en los que a menudo se enrollaban a causa del viento. Con el tiempo, la gente asoció esta imagen con la profesión de barbero-cirujano. Aunque en su origen eran bandas rojas y blancas, en el siglo XIX se incorporaron las bandas azules, probablemente por influencia de la bandera estadounidense.